# Wilber Sánchez
Wilber Sánchez (n. 21 decembrie 1968, Santiago de Cuba, Cuba) este un luptător ce a reprezentat Cuba, medaliat olimpic. A participat la 2 ediții ale Jocurilor Olimpice (1992, 1996) în care a câștigat o medalie de bronz.